# Język macedoński
Język macedoński (mac. македонски јазик) – należy do grupy bułgarsko-macedońskiej (wschodniej) języków południowosłowiańskich. Nie należy go mylić z helleńskim językiem staromacedońskim używanym w starożytności.
Językiem macedońskim posługuje się ok. 1,8 mln ludzi, głównie w Macedonii Północnej, gdzie ma status języka urzędowego. Status prawny języka macedońskiego w Macedonii Północnej regulowany jest ustawą o używaniu języka macedońskiego z 1998 r. (Закон за употребата на македонскиот јазик Сл. весник/ година: 5/1998). Języka tego używają również emigranci macedońscy w Niemczech, Stanach Zjednoczonych, Kanadzie oraz Australii. Sporny jest natomiast status słowiańskojęzycznej ludności w północnej Grecji (nazywanej tam słowiańskojęzycznymi Grekami), ponieważ z reguły używają oni własnych dialektów, które dość się różnią zarówno od literackiego języka bułgarskiego, jak też macedońskiego. Języki literackie bułgarski i macedoński są efektem intensywnego ich reformowania w XX wieku, podczas gdy dialekty Macedonii Egejskiej takiej modernizacji nie przeszły.
Nazwa języka macedońskiego oraz kwestia jego odrębności od bułgarszczyzny są w Bułgarii przedmiotem kontrowersji politycznej. W Bułgarii jest uważany za dialekt języka bułgarskiego lub za regionalną normę (standard literacki) tego języka.

## Macedoński a bułgarski

### Podobieństwa
Język macedoński dzieli z językiem bułgarskim szereg cech, które nie występują w innych słowiańskich językach standardowych. Należą tutaj:
- daleko posunięty zanik deklinacji – w żywym użyciu pozostają jedynie formy mianownika (i synkretycznego z nim biernika) oraz wołacza
- bardzo rozbudowany system czasowy, włączający m.in. odziedziczone z prasłowiańskiego czasy aoryst, imperfectum, perfectum, plusquamperfectum, a także rozwinięte niezależnie inne kategorie, takiej jak np. tzw. tryb nieświadka
- istnienie rodzajnika, wyróżniającego klasę rzeczowników bliżej znanych, od nieznanych dla rozmówcy (bułg. самолет – самолетът, mac. авион – авионот 'samolot')
- zanik bezokolicznika, który został zastąpiony specjalną konstrukcją z partykułą da (да), po której pojawia się odmieniana przez osoby forma czasownika (np. bułg. искам да чета 'chcę czytać', mac. сакам да читам 'ts')
- stosowanie krótkich form zaimków dla wyrażenia dzierżawczości (np. татко ми 'mój ojciec')
- analityczne stopniowanie za pomocą partykuł po i naj (np. bułg. по-хубав, най-хубав; mac. поубав, наjубав)

Ponieważ większość z tych cech jest charakterystyczna także dla innych języków bałkańskich, uważa się, iż zarówno język bułgarski, jak też (z pewnymi zastrzeżeniami) macedoński należą do tzw. bałkańskiej ligi językowej.
Ze względu na genetyczną bliskość oraz szereg cech wspólnych z językiem bułgarskim literacka macedońszczyzna jest przez niektórych językoznawców (zwłaszcza bułgarskich) uważana za jego odmianę (dialekt).

### Różnice
Główne cechy różniące literacki język macedoński od bułgarskiego to m.in.
- istnienie trzech różnych rodzajników (dla r.m. -от, -ов, -он, dla r.ż. -та, -ва -на, dla r.n. -то -во -но), wyróżniających przedmioty w zależności od ich bliskości lub oddalenia od mówiącego, np. книгата (rodzajnik neutralny), книгава (przedmiot bliski mówiącemu) i книгана (przedmiot oddalony), w języku bułgarskim używany jest tylko jeden rodzajnik (-ът, -та, -то)
- obligatoryjne użycie tzw. podwojonego dopełnienia, np. mac. го видов човекот што стоеше таму (dosł. 'go widziałem człowieka, który stał tam), literacki język bułgarski unika takich konstrukcji
- szyk dopuszczający proklityczne formy zaimków osobowych na początku wypowiedzi, np. те сакам ('kocham cię'), wobec bułg. (tylko) обичам те
- ograniczenie użycia krótkich form zaimków osobowych, wyrażających dzierżawczość, wyłącznie do nazw oznaczających pokrewieństwo, np. mac. брат ми, сестра ми, маjка ми, татко ми (mój brat, moja siostra, moja matka, mój ojciec), podczas gdy w bułgarskim formy zaimków mogą być stosowane do każdego rzeczownika (майка ми 'moja matka', ale także книгата ми 'moja książka', часовникът ми 'mój zegarek')
- w macedońskim jest akcent stały, który pada na trzecią sylabę od końca wyrazu (np. книжа́рница 'księgarnia', книжарни́цата 'ta księgarnia'), a w wyrazach krótszych na drugą sylabę od końca во́да 'woda), język bułgarski ma akcent swobodny, np. вода̀ (ostatnia sylaba), ку̀че (przedostatnia sylaba), ка̀шлица (trzecia sylaba od końca), itp.

Poza tym ogromną rolę w różnicach między obydwoma językami literackimi odgrywają odmienne wpływy: na literacką bułgarszczyznę ogromny wpływ miał język rosyjski, z którego przejęto bardzo wiele słów i wyrażeń. Podobną rolę dla języka macedońskiego odegrał język serbsko-chorwacki.

## Historia
Na podłożu dialektów słowiańskich z regionu Macedonii powstał najstarszy język literacki Słowian – język staro-cerkiewno-słowiański. Skodyfikowany przez Cyryla i Metodego oraz ich uczniów na bazie dialektów okolic Salonik, stał się językiem piśmiennictwa całej południowej Słowiańszczyzny, a zwłaszcza ziem leżących w granicach średniowiecznego państwa bułgarskiego. Głównym ośrodkiem wczesnego piśmiennictwa w języku scs., na terenie obecnej Macedonii Północnej, była tzw. ochrydzka szkoła piśmiennicza.
Początki dyskusji na temat kształtu współczesnego literackiego języka macedońskiego, odrębnego od literackiej bułgarszczyzny, pojawiły się już w latach 50. i 60. XIX w. i były ściśle związane z odmiennymi dziejami ziem macedońskich, które po wyzwoleniu Bułgarii w 1878 r. pozostały poza granicami obszaru bułgarskiego. Wtedy też rozpoczyna się krystalizacja współczesnego języka macedońskiego. Na początku XX w. zaczęto postulować oparcie ustandaryzowanej formy języka macedońskiego na centralnych gwarach macedońskich, czyli tych, które w największym stopniu różniły język macedoński od języka bułgarskiego (działalność Krste Misirkowa). W latach 20.–30. XX w. zaczęła rozwijać się w pełni odrębna literatura macedońska (utwory Koczo Racina, Wasila Iljoskiego, Antona Panowa, itp.). Pełną krystalizację normy tego języka umożliwiły dopiero wydarzenia społeczno-polityczne mające miejsce pod koniec II wojny światowej. Język macedoński został ogłoszony niezależnym od języków sąsiednich, bułgarskiego i serbskiego, w sierpniu 1944 roku przez AVNOJ (Antyfaszystowską Radę Narodowego Wyzwolenia Jugosławii – serb.-chorw. Antifašističko vijeće narodnog oslobođenja Jugoslavije). Utworzenie w ramach nowo powstałej Jugosławii odrębnej Socjalistycznej Republiki Macedonii stworzyło właściwy klimat i również zamówienie polityczne dla pełnego rozwoju kultury macedońskiej, w tym także dla języka macedońskiego. W ciągu kilkunastu lat, głównie za sprawą działalności Błaże Koneskiego i jego współpracowników, wydane zostały w Macedonii fundamentalne dzieła z zakresu gramatyki i leksykografii języka macedońskiego (mac. Граматика на македонскиот литературен јазик Gramatika na makedonskiot literaturen jazik, B. Koneski 1952–1954; mac. Речник на македонскиот јазик со српскохрватски толкуванија Recznik na makedonskiot jazik so srpskohrvatski tolkuwanija T. Dmitrowskiego, B. Korubina, T. Stamatoskiego, red. B. Koneski 1961–1966). Od tej pory język macedoński stanowi w pełni skodyfikowany i poliwalentny język literacki (standardowy).
Według koncepcji przyjmowanych w językoznawstwie macedońskim współczesna literacka macedońszczyzna jest bezpośrednim spadkobiercą języka staro-cerkiewno-słowiańskiego, który w samej Macedonii Północnej sporadycznie nazywany bywa także językiem staromacedońskim (częściej używane jest jednak określenie: język starosłowiański, mac. старословенски јазик). Krytycy jednak zwracają uwagę na fakt, iż o wiele bliższa językowi scs. jest literacka bułgarszczyzna, zachowująca np. wiele form wyrazowych z niego właśnie pochodzących (np. rzeczowniki zakończone na -ние), a także frazeologizmów (np. bułg. камен претъковения z zachowaną formą przypadka, wobec mac. камен на сопнување 'kamień obrazy'). Przy tym jeśli chodzi o gramatykę, bułgarski i macedoński są pod wieloma względami o wiele dalej od języka scs. niż pozostałe języki słowiańskie. Przy ocenie cerkiewizmów w języku bułgarskim należy wziąć jednak fakt, że wiele z nich zostało sztucznie wprowadzonych do normy literackiej w okresie kształtowania się współczesnego języka bułgarskiego.

## Alfabet
Do zapisu języka macedońskiego używa się zmodyfikowanej cyrylicy, którą częściowo wzorowano na cyrylicy serbskiej i oficjalnie zatwierdzono w 1945 roku. W poniższej tabeli podano wszystkie 31 współczesne litery macedońskie wraz z ich transkrypcją.
| Litera | Transkrypcja | Transkrypcja IPA |
| ------ | ------------ | ---------------- |
| А а    | A a          | a                |
| Б б    | B b          | b                |
| В в    | V v          | v                |
| Г г    | G g          | g                |
| Д д    | D d          | d                |
| Ѓ ѓ    | Gj gj        | ɟ                |
| Е е    | E e          | e                |
| Ж ж    | Ž ž          | ʒ                |
| З з    | Z z          | z                |
| Ѕ ѕ    | Dz dz        | d͡z               |
| И и    | I i          | i                |
| Ј ј    | J j          | j                |
| К к    | K k          | k                |
| Л л    | L l          | l                |
| Љ љ    | Lj lj        | ʎ                |
| М м    | M m          | m                |
| Н н    | N n          | n                |
| Њ њ    | Nj nj        | ɲ                |
| О о    | O o          | ɔ                |
| П п    | P p          | p                |
| Р р    | R r          | r                |
| С с    | S s          | s                |
| Т т    | T t          | t                |
| Ќ ќ    | Kj kj        | c                |
| У у    | U u          | u                |
| Ф ф    | F f          | f                |
| Х х    | H h          | x                |
| Ц ц    | C c          | t͡s               |
| Ч ч    | Č č          | t͡ʃ               |
| Џ џ    | Dž dž        | d͡ʒ               |
| Ш ш    | Š š          | ʃ                |

## Przykłady tekstów
Powszechna deklaracja praw człowieka, rozdział 1
Ситe чoвeчки суштeствa сe рaѓaaт слoбoдни и eднaкви по дoстoинствo и прaвa. Tиe сe oбдaрeни сo рaзум и сoвeст и трeбa дa сe oднeсувaaт eдeн кoн друг вo дуxoт нa oпштo чoвeчкaтa припaднoст. (cyrylica)
Site čovečki suštestva se ragjaat slobodni i ednakvi po dostoinstvo i prava. Tie se obdareni so razum i sovest i treba da se odnesuvaat eden kon drug vo duhot na opšto čovečkata pripadnost. (łacinka)
Modlitwa Pańska
Оче наш (cyrylica)
Оче наш, кој си на небесата,
да се свети името Твое,
да дојде царството Твое,
да биде волјата Твоја,
како на небото, така и на земјата;
лебот наш насушен дај ни го денес
и прости ни ги долговите наши
како и ние што им ги проштеваме на нашите должници;
и не нè воведувај во искушение,
но избави нè од лукавиот.
Амин!
Oče naš (łacinka)
Oče naš, koj si na nebesata
da se sveti imeto Tvoe,
da dojde carstvoto Tvoe,
da bide voljata Tvoja,
kako na neboto, taka i na zemjata;
lebot naš nasušen daj ni go denes
i prosti ni gi dolgovite naši
kako i nie što im gi proštevame na našite dolžnici
I ne nè voveduvaj vo iskušenie,
no izbavi nè od lukaviot.
Amin!